# Uitwateringsverdrag
Het uitwateringsverdrag of Internationaal Verdrag betreffende de uitwatering van schepen (International Convention on Load Lines, LL-verdrag) is een internationaal verdrag dat eisen stelt aan het vrijboord. Het verdrag was gebaseerd op een eerder verdrag uit 1930, maar werd in 1966 herzien met en opgenomen door de IMO. 

## Geschiedenis
In 1870 zag Samuel Plimsoll al in dat schepen vaak vergingen doordat deze overbeladen waren. Hij introduceerde in 1871 de Merchant Shipping Survey Bill. Hoewel deze niet werd aangenomen, werd kort daarop de vergelijkbare Merchant Shipping Act aangenomen. Veel zeelieden kwamen echter nog steeds om het leven op schepen die niet zeewaardig waren. Plimsoll wist voor zijn Unseaworthy Vessels Bill de steun te krijgen van onder meer Shaftesbury en Disraeli. Daarmee werd deze in 1876 omgezet in een nieuwe Merchant Shipping Act waarin het plimsollmerk verplicht werd gesteld. De weerstand hiertegen vanuit de reders was dusdanig groot, dat een aantal van hen het merk in de schoorsteen liet schilderen bij gebrek aan specifieke instructies over de positie. In de herziene Merchant Shipping Act van 1890 werd daarop de positie van het merk exact bepaald. Het effect bleek al snel uit de sterke daling van het aantal doden dat viel door schipbreuk. In 1881 kwamen 3278 man om het leven op een totaal van 187.000 Britse en koloniale zeelieden. Met een verhouding van 1 op de 57 was dit viermaal hoger dan in de kolenmijnen, het gevaarlijkste werk aan land. In 1896 was dit gedaald tot 1859 doden op een totaal van 218.000, een verhouding van 1 op 117.

## Internationaal
Aan het einde van de negentiende eeuw bestond de helft van de wereldvloot uit Britse schepen. Deze dominante positie maakte het mogelijk om Britse wetgeving op te leggen aan schepen die Britse havens aandeden. Met de Merchant Shipping Act van 1906 werd de regelgeving op het gebied van het uitwateringsmerk ook van toepassing op buitenlandse schepen die Britse havens aandeden. In de 20 jaar daarna namen 22 landen wetten aan die hierop waren gebaseerd.
In 1930 kwam het in Londen tijdens de International Shipping Conference tot het internationale uitwateringsverdrag wat eisen stelde aan het vrijboord dat gebaseerd was op het reserve-drijfvermogen van een schip. In 1966 werd het verdrag herzien en opgenomen door de IMCO, de latere IMO. In het verdrag zijn formules opgenomen waarmee de positie van het plimsollmerk te bepalen is. Dit merk geeft voor de verschillende seizoenen en gebieden op aarde aan tot welk niveau het water mag komen, zonder dat dit de veiligheid in gevaar brengt. Wel komt er bij de veiligheid nog andere zaken kijken als stabiliteit van het schip en de evenwichtige verdeling van het gewicht. Het verdrag werd in 1988 nog aangepast waardoor inspecties over hetzelfde onderwerp kort na elkaar kunnen worden voorkomen. Ook in 2003 werd het verdrag nog veranderd waarbij definities werden aangepast en sterkten van delen van het schip werden aangepast. Deze veranderingen werden in 2005 van kracht. 